# Дан дю Миди
Дан дю Миди (на френски: Dents du Midi) се нарича най-високият връх на Савойските Алпи, разположен в най-северната им част – Алпи Шабле. Това е издигнат масив със седем малки връхчета, които приличат на зъби – оттам и името. Намира се на територията на Швейцария (кантон Вале) приблизително по средата между Монблан и Женевското езеро. Връхната точка има 3257 м надморска височина.

## Описание
Върхът се извисява на повече от 2500 м над долината на Рона, която се намира на север и на 1800 м над долината Илие (там тече река Виез), от западната страна. Към Женевското езеро е обърнат с фасадата си, поради което представлява зашеметяваща гледка и неслучайно е сюжет на серия пощенски картички. Още повече, че през по-голямата част от годината е заснежен. Седемте върха „и до днес се считат за пазители на региона, негова емблематична запазена марка, както е било от незапомнени времена.“
Заедно с близкия връх Тур Салиер оформят циркус, в който е създаден малкия язовир Саланф.

## Връхни точки
„Зъбите“ са седем, разположени от югозапад на североизток. Разстоянието между първия и последния е малко повече от 3 км. Всички са високи над 3100 м, но между тях седловините са значително по-ниски.
- La Cime de l'Est (Източният връх – 3178 м)
- La Forteresse (Крепостта – 3164 м)
- La Cathédrale (Катедралата – 3160 м)
- L'Éperon (Шпората – 3114 м)
- Dent Jaune (Жълтият зъб – 3186 м)
- Les Doigts (Пръстите – 3205 м)
- La Haute Cime (Високият връх – 3257 м)

## История
През последните няколко века са регистрирани няколко значителни геоложки изменения по върховете на Дан дю Миди. Така например част от Еперон се е срутила в края на Средновековието и дотогава двойният връх се е превърнал в единичен. И в днешно време срутвания от огромен мащаб продължават да се случват. През октомври 2006 г. от главния връх Haute Cime се откъсват 1 млн. куб. м. скали, които падат с грохот в долината Илие. През август 2012 г. подобно нещо се случва и на Катедралата. Този път скалната маса е само 100 000 куб. м, но заплашва живота на 12 туристи, спасени с хеликоптер.
През 2018 г. е създаден защитеният регион „Dents du Midi“. През 1972 г. е въведен „легендарният“ маршрут Тур де Дан дю Миди, който и до днес привлича стотици любители на скалното катерене.
Въпреки че не са сред най-високите върхове в Алпите, „зъбите“ са достатъчно предизвикателство пред алпинистите и имат своя история на покоряването. Още през 1784 г. местният викарий Жан-Морис Клеман се оказва на най-високия връх. Източният връх е изкачен за първи път през 1842 г. от Никола Деле.